# Ян Стейскал
Ян Стейскал (чеськ. Jan Stejskal, нар. 15 січня 1962, Брно) — чехословацький і чеський футболіст, що грав на позиції воротаря. Відомий за виступами на батьківщині за клуби «Спарта» (Прага), «Славія» та «Вікторія» (Жижков), англійський клуб «КПР», а також у складі збірних Чехословаччини та Чехії. Шестиразовий чемпіон Чехословаччини, триразовий володар Кубка Чехословаччини. Чемпіон Чехії та володар Кубка Чехії.

## Клубна кар'єра
Ян Стейскал народився у 1962 році вБрно, та є вихованцем футбольної школи місцевого клубу «Збройовка». У дорослому футболі дебютував 1981 року виступами за команду «Руда Гвезда» з міста Хеб, в якій грав до 1983 року. У 1983 році Стейскал став гравцем одного із найсильніших клубів Чехословаччини «Спарта» (Прага), де швидко став основним голкіпером команди. У складі «Спарти» Стейскал грав до 1990 року, провів у складі празького клубу 190 матчів у першості країни. За цей час футболіст шість разів виборював титул чемпіона Чехословаччини та тричі ставав володарем Кубка Чехословаччини.
У 1990 році Ян Стейскал став гравцем англійського клубу «Квінз Парк Рейнджерс», у складі якого грав до 1994 року, та більшість часу був основним голкіпером команди. У 1994 році чеський воротар вирішив повернутися на батьківщину, та став гравцем клубу «Славія» з Праги. У складі «Славії» Стейскал грав до 1998 року, став у її складі чемпіоном Чехії та володарем Кубка Чехії.
У 1998 році Ян Стейскал став гравцем команду «Вікторія» (Жижков), у складі якої в 1999 році завершив виступи на футбольних полях. Після завершення виступів Стейскал працював тренером воротарів у клубах «Спарта» і «Яблонець».

## Виступи за збірні
У 1986 році Ян Стейскал дебютував у складі національної збірної Чехословаччини. У складі збірної був учасником чемпіонату світу 1990 року в Італії, де був основним голкіпером збірної. яка дійшла до чвертьфіналу турніру. У складі чехословацької збірної грав до 1992 року, провів у її складі 29 матчів. У 1994 році Стейскал провів 2 матчі у складі збірної Чехії.

## Титули і досягнення
- Чемпіон Чехословаччини (6):

«Спарта» (Прага): 1983–1984, 1984–1985, 1986–1987, 1987–1988, 1988–1989, 1989–1990
- Володар Кубка Чехословаччини (3):

«Спарта» (Прага): 1983–1984, 1987–1988, 1988–1989
- Чемпіон Чехії (1):

«Славія»: 1995–1996
- Володар Кубка Чехії (1):

«Славія»: 1996–1997